# Сеньория Мирабел
Сеньория Мирабел (Signoria di Mirabel) е държава на кръстоносците, васална сеньория на Графство Яфа и Аскалон, което от своя страна е един от четирите главни васали на Йерусалимското кралство. Сеньорията съществува през периода от 1135 до 1187 г.

## История
Крепостта Мирабел е превзета от кръстоносците през първото десетилетие на ХІІ век и става част от графство Яфа. След бунта на Юго ІІ дьо Пюизе, граф на Яфа, против йерусалимския крал, е предадена на тя става седалище на дадена Барисан д’Ибелин. Крепостта Ибелин е превзета през 1187 г. от войските на Саладин.

## Сеньори на Мирабел
- Барисан д’Ибелин (1135-1151), сеньор на Ибелин
- Балдуин д’Ибелин (1151-1186), сеньор на Рамла
- Томас д’Ибелин (1186-1187), сеньор на Рамла